# Gorzyce (powiat kościański)
Gorzyce (pol. hist. Gorzyce Wielkie) – wieś w Polsce położona w województwie wielkopolskim, w powiecie kościańskim, w gminie Czempiń.

## Historia
Miejscowość pierwotnie była związana z Wielkopolską. Istnieje co najmniej od pierwszej połowy XIV wieku i ma średniowieczną metrykę. Po raz pierwszy w źródłach historycznych odnotowana została w łacińskim dokumencie z 1315 jako "Gorzycze", 1389 "Gorzicze", 1393 "Magna Gorzicze", 1395 "Gorsicz", 1396 "Gorzicz", 1397 "Magne "Gorzicz, Gorszicz", 1399 "Gorszycze", 1400 Gorzice, Goricze, Gorzisze!, 1401 Magne Gorzicze, 1419 Maior Gorzycze, Gorzycze", 1421 "Gorzicze Maior", 1428 "Gorzica, Maior Gorzice, Gorzycza", 1523 "Maius Gorzycze", 1530 "Gorzicza", 1581 "Gorzicze Maiores".
Daniej sąsiadujące wsie Gorzyce oraz Gorzyczki były jedną miejscowością. W drugiej połowie średniowiecza podzieliły się na dwie osobne wsie. W końcu XIV wieku rozwinięty był już proces rozpadu na Gorzyce Wielkie oraz Gorzyczki co potwierdziły historyczne dokumenty sądowe. W drugiej połowie XIV wieku miały miejsce procesy Wyszaka Gryżyńskiego z licznymi, cząstkowymi dziedzicami w obydwu tych wsiach, z których niemal wszyscy byli związani węzłami pokrewieństwa. Większość z nich posiadała swoje części w obydwu wsiach. Historykom sprawia to problem w rozstrzygnięciu, której ze wsi dotyczą zapisane informacje ponieważ nazwa Gorzyce, nie zawsze uzupełniona została w nich łacińskim dodatkiem "Maior" lub "Minor" oznaczających po polsku Gorzyce Wielkie i Małe czyli Gorzyczki jak wówczas zapisywano nazwy obu wsi.
Początkowo wieś była własnością szlachecką, należącą do wielkopolskiej szlachty z rodu Gorzyckich, którzy od nazwy wsi przyjęli odmiejscowe nazwisko, a później także do Gryżyńskich, Jaszkowskich. W 1469 miejscowość leżała w powiecie kościańskim województwa poznańskiego w Koronie Królestwa Polskiego. W 1437 leżała w parafii Czempiń.
Pierwszy zapis jaki historycy wiążą z miejscowością pochodzi z 1315 i odnotowuje Piotra Gorzyckiego, którego odnotowano jako świadka w dokumencie dotyczacym sołectwa w Psarskiem koło Śremu. W latach 1387-1400 wymieniano Smysława Smyszka Gorzyckiego z Gorzyc, który od 1398 był dziedzicem w Bukownicy. W 1398 Smysław wraz z bratem Konradem z Gorzyc zakupili od Marcina dziedzica w Bukownicy połowę tej wsi za 60 grzywien groszy praskich. W 1400 Smysław Gorzycki wezwany zosytał przed sąd w sporze m.in. o jego część w Gorzycach pomiędzy Wyszakiem Gryżyńskim, a Samkiem, Grzegorzem i inymi dziedzicami wsi.
W latach 1389-1418 dokumenty historyczne wspomniały Marcina zwanego Marciszem lub Markuszem Gorzyckim z Gorzyc i z Gorzyczek, którego odnotoano w kilku sprawach sąowych z lokalną szlachtą wilekopolską. W latach 1393-1408 odnotowany został asesor sądowy Jan Kloc, który od nazwy wsi przyjął odmiejscowe nazwisko Gorzycki. Toczył on sprawy w sądzie z lokalną szlachctą oraz kmieciami gorzyckimi. W 1393 z Janem Klockiem z Gorzyc procesował się kmieć Wyszaka Gryżynskiego Jakub z Gorzyc, a w 1393 wiedli z nim spór dwaj kmiecie Wyszaka z Gołębina oraz kmieć tego Wyszaka Jakusz z Gorzyc. W 1400 Janowa żona Jana Kloca była w sporze majątkowym z Wyszakiem Gryżyńskim o podział Gorzyc.
W latach 1427-1429 właścicielem połowy Gorzyc był Przybysław Gryżyński z Brenna syn Wojsława oraz brat Wyszaka Gryżyńskiego. W 1428 Przybysławowi oraz jego kmieciom z Gorzyc, Mirosze i jej synowi Marcinowi zapłacił kary Piochno z Gorzyc za niestawienie się w sądzie w sprawie o zabójstwo Wojciecha męża Mirochy. Piochno dowodził przeciw Mirosze kmiotce z Gorzyc, że jej mąż nie został zabity. Borek Gryżyński ręczył Piochnie za kmiecia Marcina z Gorzyc, że ten zachowa milczenie w sprawie o głowę jego ojca przez 3 lata. Sąd nakazał Piochnie zapłacić z połowy całego dobytku swej części w Gorzycach dwie kopy groszy Mirosze za jej zabitego męża, dwie kopy jej synowi Marcinowi i dwie kopy Przybysławowi Gryżyńskiemu, ponieważ nie dowiódł przy pomocy świadków w tej sprawie. Za Piochnę ręczyli Jakub Szołdrski oraz Andrzej Gorzycki. W latach 1428-1429 przeciw Przybysławowi Gryżyńskiemu sprawę wytoczył Piochno z Gorzyc, który dowodził, że nie napadł na jego karczmę i nie zabił jego człowieka. Sąd podtrzymał skargę o napad, i uwolnił Piochnę od zarzutu zabójstwa.
Miejscowość odnotowały również historyczne rejestry podatkowe. W 1530 wieś zapłaciła podatki od 6 łanów oraz od karczmy. W 1563 pobrano podatek z części Łukasza Rydzyńskiego od 12 łanów, karczmy i od trzech komorników, a z drugiej części należącej do Rydzyńskiego z 13,5 łana, karczmy oraz od 4 komorników. W 1566 z części należącej do Wojciecha Rydzyńskiego zapłacono podatki z 13,5 łana, z części Łukasza Rydzyńskiego z 10,5 łana oraz od dwóch zagrodników. W 1581 z części należącej do Andrzeja Rydzyńskiego pobrano podatek z 13,5 łana oraz od jednego komornika, a z części Łukasza Rydzyńskiego z 13,5 łana oraz od jednego komornika.
Wskutek II rozbioru Polski w 1793, miejscowość przeszła pod władanie Prus i jak cała Wielkopolska znalazła się w zaborze pruskim. W okresie Wielkiego Księstwa Poznańskiego (1815-1848) miejscowość wzmiankowana jako Gorzyce należała do wsi większych w ówczesnym pruskim powiecie Kosten rejencji poznańskiej. Gorzyce należały do okręgu czempińskiego tego powiatu i stanowiły część prywatnego majątku Gorzyczki, którego właścicielem był wówczas Edward Potworowski. Według spisu urzędowego z 1837 roku Gorzyce liczyły 195 mieszkańców, którzy zamieszkiwali 17 dymów (domostw).
W latach 1975–1998 miejscowość należała administracyjnie do województwa poznańskiego.

## Urodzeni w miejscowości
W Gorzycach 4 maja 1915 urodził się Florian Marciniak – instruktor Związku Harcerstwa Polskiego, harcmistrz, pierwszy naczelnik Szarych Szeregów. Fakt ten upamiętnia pomnik odsłonięty w 1994.